# Walt Disney Studios
The Walt Disney Studios es una de las principales divisiones del segmento de negocios de Disney Entertainment de The Walt Disney Company, más conocida por albergar sus multifacéticas divisiones de estudios cinematográficos. El estudio, es uno de los más importantes del mundo ya que es considerado el número uno de los "Cinco Grandes" y conocido por sus divisiones cinematográficas multifacéticas, tiene su sede en el estudio homónimo de The Walt Disney Studios en Burbank, California. Fundado el 16 de octubre de 1923, es el cuarto más antiguo entre los principales estudios.
Walt Disney Studios cuenta con destacadas productoras cinematográficas como: Walt Disney Pictures, Walt Disney Animation Studios, Pixar, Marvel Studios, Lucasfilm, 20th Century Studios y Searchlight Pictures. Disney Entertainment distribuye y comercializa el contenido producido por estos estudios tanto para exhibiciones en cines como para los servicios de streaming de la compañía. En 2019, Disney registró un récord de la industria de $13.2 mil millones de dólares en la taquilla mundial.
Walt Disney Studios es miembro de la Motion Picture Association (MPA).

## Historia

### 1980s
En la década de 1980, la colección de unidades de películas de The Walt Disney Company emergió como uno de los estudios de cine más importantes de Hollywood, principalmente debido a los esfuerzos del nuevo diseño en estrategias de marca, el resurgimiento de los lanzamientos animados de Walt Disney Pictures y los éxitos de taquilla sin precedentes, particularmente de Touchstone Pictures. La división de películas de Walt Disney Productions se incorporó el 1 de abril de 1983 como Walt Disney Pictures. En abril de 1983, Richard Berger fue contratado por el CEO de Disney en ese momento, Ron W. Miller, como presidente de la nueva división. Touchstone Films fue iniciado por Miller en febrero de 1984 como una etiqueta para sus películas con clasificación PG. Berger fue despedido cuando un nuevo CEO fue nombrado para Walt Disney Productions más tarde en 1984, Michael Eisner trajo a su propio director de cine, Jeffrey Katzenberg, y al presidente del estudio de cine, Richard H. Frank. Touchstone y Hollywood Pictures se formaron dentro de esa unidad el 15 de febrero de 1984 y el 1 de febrero de 1989, respectivamente.
Organizada en 1985, Silver Screen Partners II, L.P. financió películas para Disney con 193 000 000 de dólares en fondos. En enero de 1987, Silver Screen III comenzó a financiar películas para Disney con 300 millones de dólares, la mayor cantidad recaudada por E.F. Hutton para una asociación limitada de financiación de películas.
En abril de 1988, Touchstone se convirtió en una unidad de Walt Disney Pictures con el nuevo jefe Ricardo Mestres. Con varias compañías de producción saliendo de la producción de películas o el cierre de tiendas en diciembre de 1988, Walt Disney Studios anunció la creación de la división de Hollywood Pictures, que solo compartiría el marketing y la distribución con Touchstone, para llenar el vacío. Walt Disney Television y Touchstone Television se agruparon bajo Garth Ancier como presidente de la división de televisión de Walt Disney Studios el 18 de abril de 1989.

### 1990s
En septiembre de 1990, The Walt Disney Company organizó un financiamiento de hasta 200 millones de dólares por parte de una unidad de Nomura Securities para películas de Interscope realizadas para Disney. El 23 de octubre de 1990, Disney creó Touchwood Pacific Partners para suplantar a la serie Silver Screen Partnership como la principal fuente de financiación de sus estudios cinematográficos. En 1992, Walt Disney Studios acordó financiar una compañía de producción, Caravan Pictures, para la salida del presidente de 20th Century Studios, Joe Roth. En 1993, Miramax Films fue comprada por 60 millones de dólares por Disney.
El 30 de marzo de 1992, Disney Studios acordó vender KCAL-TV a Pineland, Inc. por una participación del 45% en Pineland, para tener interés en las estaciones de televisión en los dos grandes mercados, Los Ángeles y Nueva York, lo que permite mayor programación original. En cambio, Pineland aceptó una oferta no solicitada en mayo por parte de Chris-Craft Industries, lo que puso fin a la fusión comercial planificada con KCAL.
David Hoberman fue promovido por Katzenberg a presidente de la distribución de películas en Walt Disney Studios en abril de 1994 a presidente de Walt Disney Pictures y Touchstone Pictures. Mientras que Ricardo Mestres fue expulsado como presidente de Hollywood Pictures a cambio de un contrato de producción.
El 24 de agosto de 1994, con la renuncia de Katzenberg, Walt Disney Studios se reorganizó y creó un nuevo grupo de televisión. Richard Frank se convirtió en jefe de la recientemente formada Walt Disney Television and Telecommunications (WDTT). Roth se mudó de Caravan Pictures para dirigir al resto de Walt Disney Studios como presidente. Hoberman renunció a la presidencia en enero de 1995 para firmar un contrato de cinco años de películas múltiples para su compañía de producción, Mandeville Films.
Roth fue nombrado presidente de Walt Disney Studios en 1996. En abril de 1996, debido a la realineación de la fusión posterior a Disney-CC/ABC y al retiro de su presidente, la división del grupo WDTT fue reasignada a otros grupos, y la mayoría se transfirió a los Walt Disney Studios o a CC. /A B C. Las unidades que regresaron al estudio fueron las productoras de televisión, Walt Disney Television, 20th Television, Disney Television Animation, Touchstone Television y Buena Vista Home Entertainment, 20th Century Studios Home Entertainment.
Buena Vista International: Latinoamérica y otras dos compañías se convirtieron en propietarias de Patagonik Film Group, una compañía de producción argentina, en 1997. A finales de 1997, Disney hizo una oferta en las películas Epic de CDR, pero perdió ante PolyGram Filmed Entertainment.
Buena Vista Pictures Distribution y Cinergi Pictures de Disney tenían un acuerdo de distribución de 25 películas con Disney con una participación del 5% en las acciones de Cinergi. Después de que se entregaron nueve películas en virtud del acuerdo, Cinergi vendió a Disney el 22 de noviembre de 1997, toda su biblioteca de 12 películas, excepto Die Hard With a Vengeance, más 20 millones de dólares a cambio de las acciones de Cinergi,

### 2000's
Roth se fue para formar su propia compañía de producción en enero de 2000, y Schneider fue nombrado presidente del estudio. Schneider abandonó Walt Disney Studios en junio de 2001 para formar su propia compañía de producción teatral parcialmente financiada por Disney. La presidencia del estudio no se cubrió en el momento de abandonar las unidades principales del estudio, el presidente de Walt Disney Motion Pictures Group, Dick Cook, la presidenta de Buena Vista Motion Pictures Group, Nina Jacobson, y la presidenta de Walt Disney Feature Animation, Schumacher estuvieron a cargo. En 2002, Cook fue nombrado presidente del estudio para reemplazar a Peter Schneider. En enero de 2002, Buena Vista International - Latinoamérica formó una empresa de producción conjunta, Miravista, con Admira, la división de producción y distribución de contenido de Telefónica, principalmente para producciones cinematográficas brasileñas y mexicanas.
En enero de 2003, Disney inició una reorganización de sus unidades teatrales y de animación para mejorar el uso de los recursos y continuar enfocándose en los nuevos personajes y el desarrollo de franquicias. Walt Disney Feature Animation, sin Walt Disney Television Animation, y Buena Vista Theatrical Worldwide se organizaron en el marco de Walt Disney Studios. En 2003, el estudio estableció un récord mundial de taquilla de 3.000 millones de dólares brutos.
En 2005, Disney y Kingdom Films formaron una empresa conjunta, Magic Films, para financiar una serie de 32 películas, que no incluirían secuelas. Kingdom proporcionaría financiamiento con 135 millones de dólares de capital y una línea de crédito renovable de 370 millones de dólares. Con la exclusión de High School Musical 3 como parte de una franquicia de Disney Channel, Kingdom demandó a Disney en diciembre de 2008.
En julio de 2006, Disney anunció un cambio en su estrategia de lanzar más películas de la marca Disney (es decir, Walt Disney Pictures) y menos títulos de Touchstone. Se esperaba que la medida redujera la fuerza laboral del grupo en aproximadamente 650 puestos en todo el mundo. Este fue un movimiento de reducción de costos con su pizarra anual que consistiría de 12 a 15 películas.
Después de ser transferidos a varios otros grupos de división desde que fueron adquiridos en 2004, The Muppets Studio se incorporó al Grupo de Eventos Especiales de Walt Disney Studios en 2006. En abril de 2007, Disney retiró la marca Buena Vista, rebautizando Buena Vista Motion Pictures Group y Buena Vista Pictures Distribution como Walt Disney Motion Pictures Group y Walt Disney Studios Motion Pictures, respectivamente. También se retiró Hollywood Pictures. En julio de 2007, el CEO de Disney, Bob Iger, prohibió la representación de productos de fumar y tabaco de las películas de la marca Walt Disney Pictures, además de limitar tales representaciones en las películas de Touchstone y Miramax.
En abril de 2009, el estudio anunció la formación de Disneynature, un sello de producción de películas de la naturaleza. El estudio lanzó su división Kingdom Comics en mayo, dirigida por el actor y escritor Ahmet Zappa, el ejecutivo de televisión Harris Katleman y el escritor y editor Christian Beranek. Kingdom fue diseñado para crear nuevas propiedades para el posible desarrollo de películas y volver a imaginar y volver a desarrollar las películas existentes de Disney, con Disney Publishing Worldwide obteniendo un primer vistazo para la publicación.
El 9 de febrero de 2009, DreamWorks Studios firmó un contrato de distribución de 30 películas por 7 años con el banner del estudio Touchstone Pictures a partir de 2011. El acuerdo también incluye la cofinanciación de Disney a DreamWorks para la producción. A finales de 2009, Miramax Films, una unidad de películas de Disney anteriormente independiente, fue transferida a los Walt Disney Studios hasta su venta en 2010 a Filmyard Holdings. Los creativos/ejecutivos de la unidad Kingdom Comics trasladaron su contrato a una producción independiente de Monsterfoot Productions.
El 18 de septiembre de 2009, Cook se vio obligado a retirarse como presidente presuntamente pedido por Bob Iger, CEO de The Walt Disney Company, por resistir el cambio que Iger sentía que era necesario y los malos resultados del año anterior. Luego fue reemplazado por el presidente de Disney Channels Worldwide, Rich Ross, el 5 de octubre de 2009.

### 2010's
Luego de la adquisición de Marvel Entertainment por parte de The Walt Disney Company en diciembre de 2009 por 4,2 mil millones de dólares, Disney comenzó a distribuir las películas de Marvel Studios en 2012, adquiriendo los derechos de distribución de The Avengers y Iron Man 3 de Paramount Pictures en octubre de 2010. Marvel Studios, sin embargo, siguió siendo una división de Marvel Entertainment durante ese tiempo, trabajando en conjunto con Walt Disney Studios para distribución y marketing.
En mayo de 2011, Disney India y UTV Motion Pictures acordaron coproducir películas familiares de Disney con el manejo de la función creativa y UTV produciendo, comercializando y distribuyendo las películas. En 2011, Disney despidió al departamento de marketing de Marvel Studios y se hizo cargo de la comercialización de sus películas a partir de la película de 2012 The Avengers.
El 20 de abril de 2012, Ross fue despedido como presidente del estudio. El 30 de octubre de 2012, Lucasfilm aceptó ser comprado por The Walt Disney Company y se anunció una nueva trilogía de Star Wars que se finalizó el 4 de diciembre. Más tarde, ese mismo 4 de diciembre, Disney aceptó tener a Netflix como su exclusivo servicio de streaming en los EE. UU. para los primeros largometrajes de Walt Disney Pictures, Walt Disney Animation Studios, Pixar Animation Studios, Marvel Studios y Disneynature a partir de 2016 para reemplazar su acuerdo que termina en 2015 con Starz.
En abril de 2013, The Walt Disney Studios despidió a 150 trabajadores, incluido el personal de sus unidades de mercadeo y entretenimiento doméstico. En diciembre de ese mismo año, Disney adquirió los derechos de distribución y comercialización de las futuras películas de Indiana Jones de Paramount Pictures, mientras que Paramount continuará distribuyendo las primeras cuatro películas y recibirá la "participación financiera" de las películas adicionales. El estudio y Shanghái Media Group Pictures firmó un acuerdo de desarrollo de películas por varios años, antes del anuncio del 6 de marzo de 2014, en el cual se incluirían temas chinos en las películas de la marca Disney. En marzo de 2015, Iger amplió la prohibición de fumar en el estudio para incluir todas las películas lanzadas por el estudio incluyendo películas con clasificación PG-13 y más abajo, a menos que dichas representaciones sean históricamente pertinentes.
En agosto de 2015, Marvel Studios se mudó a Walt Disney Studios, con el presidente Kevin Feige ahora que reporta directamente al presidente de Walt Disney Studios, Bob Iger, en lugar de al CEO de Marvel Entertainment, Isaac Perlmutter, quien continúa supervisando Marvel Television y Marvel Animation que anteriormente formaban parte de Marvel Studios. Disney recibió los derechos de propiedad de las trece películas de DreamWorks que distribuyó, en compensación por préstamos pendientes, ya que DreamWorks se reestructuró en Amblin Partners.
El 19 de diciembre de 2016, Walt Disney Studios se convirtió en el primer estudio importante en alcanzar los 7 mil millones de dólares en la taquilla mundial. Esto supera el récord de Universal de 2015 de 6.89 mil millones de dólares. Disney lo hizo con cinco de las 10 mejores películas del año, con un récord de cuatro: El Libro de la Selva, Buscando a Dory, Capitán América: Civil War y Rogue One: una historia de Star Wars, con un fin de semana de apertura de más de 100 millones de dólares. Cuatro películas en 2016 recaudaron más de 1000 millones de dólares y otros 966 millones de dólares a nivel mundial. Dos unidades del estudio (Pixar y Marvel Studios) combinaron los ingresos brutos que superaron los 10 mil millones de dólares.
En noviembre de 2017, el estudio prohibió brevemente que los reporteros de Los Angeles Times asistieran a las proyecciones previas al lanzamiento de sus películas, después de haber publicado informes sobre la influencia política de Disney en el área de Anaheim que la compañía consideró "parcial e inexacta". Después de un boicot surgió un esfuerzo entre varias críticas y publicaciones notables (incluida la bloguera del Washington Post Alyssa Rosenberg, The New York Times y el crítico del Boston Globe Ty Burr), y varias sociedades importantes de críticos de cine amenazaron con descalificar a las películas de Disney de sus premios de fin de año en represalia, Disney declaró que la compañía "tuvo discusiones productivas con el liderazgo recién instalado en el Los Angeles Times con respecto a nuestras preocupaciones específicas", y había revocado su prohibición.
En diciembre de 2017, Disney anunció planes para comprar 21st Century Fox (21CF) por 52.4 mil millones de dólares. En preparación para la integración de activos de 21st Century Fox en marzo de 2018, Disney reorganizó la creación de un nuevo segmento llamado Walt Disney Direct-to-Consumer & Internacional, fusionando dos segmentos y transfiriendo varias unidades al nuevo segmento, incluyendo a Janice Marinelli, que dirigió Walt Disney Studios Home Entertainment desde el estudio. El 28 de junio de 2018, se cerraron los Disneytoon Studios.
El 8 de junio de 2018, Disney anunció que Lasseter dejaría la empresa a finales de año, pero asumiría un papel de consultor hasta entonces. El 19 de junio de 2018, Pete Docter y Jennifer Lee fueron anunciados como reemplazos de Lasseter como directores creativos de Pixar y Disney Animation, respectivamente.
En diciembre de 2018, el estudio superó los 7 mil millones de dólares en taquilla mundial para el año calendario. Era la segunda vez en la historia que un estudio superaba la marca de los 7000 millones de dólares, después del récord global de la industria de Disney de 7.600 millones de dólares en 2016.
Disney anunció que las unidades de películas de 21st Century Fox, 20th Century Studios, Searchlight Pictures y Fox 2000 Pictures serían las nuevas unidades de The Walt Disney Studios. 20th Century Fox Animation (incluido Blue Sky Studios) y Fox Family continuarán siendo propietarios de Disney. La directora ejecutiva de Fox Film, Stacey Snider, salió de la adquisición. Los ejecutivos de Fox Emma Watts, Nancy Utley y Stephen Gilula se unieron a The Walt Disney Company el 20 de marzo de 2019. El 21 de marzo de 2019, Disney anunció que el sello Fox 2000 cerraría a finales de año después de lanzar sus películas en producción, de lo contrario, se anunció anteriormente acerca de las unidades de cine de 21st Century Fox. Además, 20th Century Fox Animation se cambió a un informe directo al presidente Iger. 20th Century Fox y los estudios relacionados mantendrán sus oficinas centrales en su estudios en Century City, gracias a un contrato de siete años de Fox Corporation.
El 2 de mayo de 2019, Alan Bergman fue ascendido de presidente a copresidente. Iger tomó el nuevo título del director creativo del estudio.
Disney anunció una ronda de despidos para el estudio, principalmente de 20th Century Fox, en los departamentos de producción y efectos visuales. También anunciaron el 31 de julio de 2019 que la Fox Research Library se integrará en los Walt Disney Archives y la Imagineering Research Library para enero de 2020. El estudio anunció un contrato de arrendamiento de 10 años de la mayor parte de Pinewood Studios cerca de Londres de Pinewood Group en septiembre de 2019 para comenzar en 2020.
En agosto de 2019, Disney se convirtió en el primer estudio en tener cinco películas que recaudaron más de mil millones de dólares en la taquilla mundial en un solo año. Walt Disney Studios se convirtió en el primer estudio importante en alcanzar los 10.000 millones en la taquilla mundial en diciembre de 2019, rompiendo de dólares su récord anterior en 2016. El estudio finalmente terminó el 2019 con unas ganancias de 13.000 millones de dólares en la taquilla mundial. Disney logró esto gracias a Avengers: Endgame, El Rey León, Capitana Marvel, Toy Story 4, Aladdin, Frozen II y Star Wars: Episodio IX - El ascenso de Skywalker, todas ingresando más de mil millones de dólares.

### 2020's
El 17 de enero de 2020, Disney anunció que eliminaría el nombre "Fox" de la marca 20th Century Fox y Fox Searchlight Pictures del estudio. Los dos estudios pasaron a llamarse 20th Century Studios y Searchlight Pictures, respectivamente. Al igual que otras unidades cinematográficas de Disney, las películas producidas bajo el estandarte de 20th Century Studios son distribuidas por Walt Disney Studios Motion Pictures. Searchlight Pictures continúa operando su unidad de distribución autónoma.
En diciembre de 2020, se anunció que, a partir del 1 de enero de 2021, Bergman se convertiría en presidente de Disney Studios Content, supervisando la creatividad, la producción, el marketing y las operaciones, mientras que Horn permanecería como director creativo de los estudios, centrándose únicamente en la linea creativa de Disney y trabajando en conjunto con Bergman en los planes creativos del estudio.
El 9 de febrero de 2021, Disney anunció que Blue Sky Studios cerraría a partir de abril de 2021, esto debido en parte al impacto económico continuo de la pandemia de COVID-19 que estaba en curso en ese momento en los negocios de la compañía; ya no era sostenible para Disney tener un tercer estudio de animación. Disney conservaría la biblioteca de películas y las propiedades intelectuales del estudio. El Disney Music Group fue reorganizado como parte de Walt Disney Studios el 8 de febrero de 2023.  El 26 de abril de 2023, el 20th Digital Studio fue disuelto. 
En abril de 2025, Disney anunció que no renovaría su contrato de arrendamiento con Fox Corporation y que desalojaría el Fox Studio Lot en Century City a finales de 2025. Como resultado las unidades dr 20th Century, Searchlight y 20th Television se trasladarán a los Walt Disney Studios en Burbank. 

## Estructura del estudio
| Unidades del estudio | Unidades del estudio                                                                                 | Unidades del estudio                                                                    | Unidades del estudio | Unidades del estudio |
| Producción | Distribución                                                                                         | Disney Music Group                                                                      | Disney Theatrical Group | Operaciones de The Walt Disney Studios |
| --- | --- | --------------------------------------------------------------------------------------- | --- | --- |
| Imagen real - Walt Disney Pictures - Disneynature - Marvel Studios - Lucasfilm - Searchlight Pictures - Fox 2000 Pictures (hasta el 4 de octubre del 2019) - 20th Century Studios - Disney Studios Austaralia Animación - Walt Disney Animation Studios - Pixar - 20th Century Animation | Walt Disney Studios Motion Pictures Walt Disney Studios Marketing Walt Disney Studios Special Events | Walt Disney Records Hollywood Records Fox Music Disney Music Publishing Disney Concerts | Disney Theatrical Productions (Disney on Broadway) Fox Stage Productions Disney Theatrical Licensing Disney Live Family Entertainment (DLFE) - Disney on Ice - Disney Live! - Walt Disney Special Events Group | - Sedes de servicios de producción - Walt Disney Studios - Golden Oak Ranch - The Prospect Studios - KABC7 Studio B - Disney Digital Studio Services - Fox VFX Lab |